# Asclera puncticollis
Asclera puncticollis är en skalbaggsart som först beskrevs av Thomas Say 1823.  Asclera puncticollis ingår i släktet Asclera och familjen blombaggar. Inga underarter finns listade i Catalogue of Life.